# اکرم دومانلی
اکرم دومانلی (ترکی استانبولی: Ekrem Dumanlı) زاده ۱۹۶۴ در یوزگات، یک روزنامه نگار اهل ترکیه است و سردبیری روزنامه زمان را برعهده دارد. او فارغ‌التحصیل رشته زبان و ادبیات ترکی از دانشگاه استانبول است و بعدها در آمریکا فوق‌لیسانس در رابطه با رسانه‌ها دریافت کرد.